# Chondrometra
Genre
Chondrometra est un genre de crinoïdes de la famille des Charitometridae.

## Liste des espèces
Selon World Register of Marine Species (10 avril 2015) :
- Chondrometra aculeata (Carpenter, 1888) -- Philippines (~900 m de profondeur)
- Chondrometra crosnieri Marshall & Rowe, 1981 -- Madagascar (800-1 000 m de profondeur)
- Chondrometra robusta (AH Clark, 1911) -- Philippines et Timor (500-1 300 m de profondeur)
- Chondrometra rugosa AH Clark, 1918 -- Indonésie (500-870 m de profondeur)